# Бернатовщина (Дятловский район)
Берна́товщина (бел. Бярнатаўшчына) — деревня в Дворецком сельсовете Дятловского района Гродненской области Белоруссии.
По переписи населения 2009 года в Бернатовщине проживало 20 человек.

## География
Бернатовщина расположена в 10 км к юго-востоку от Дятлово, 160 км от Гродно, 4 км от железнодорожной станции Новоельня.

## История
В 1880 году Бернатовщина — деревня в Дворецкой волости Слонимского уезда Гродненской губернии (14 жителей).
В 1921—1939 годах Бернатовщина находилась в составе межвоенной Польской Республики. В сентябре 1939 года Бернатовщина вошла в состав БССР.
В 1996 году Бернатовщина входила в состав колхоза имени К. Заслонова. В деревне насчитывалось 12 хозяйств, проживало 20 человек.